# Jorge e Mateus
João Paulo e Daniel (stylisé Jorge & Mateus) est un groupe brésilien de country, originaire de Itumbiara, Goiás. Le groupe est formé par Jorge Barcelos (chant) et Mateus Liduário (chant et guitare).
Précurseurs du sertanejo universitário, Jorge e Mateus sortent leur premier album en 2007, Ao Vivo em Goiânia, produit par Maestro Pinocchio, qui devient populaire dans le pays avec les morceaux Pode Chorar, De Tanto Te Querer et Tem Nada a Ver, ce qui amène le duo à investir dans d'autres œuvres live qui renforcent leur réputation. En 2010 sort Aí já Era, le premier album studio du duo, qui marque le début de leur partenariat avec le producteur Dudu Borges, qui durera jusqu'à Os Anjos Cantam en 2015. Durant cette période, le son du duo s'enrichit d'influences de genres tels que la pop et le folk rock, et les musiciens enregistrent même un album à Londres. Au cours de la seconde moitié des années 2010, Como. Always Done. Nunca (2016) et Terra Sem CEP (2018) et, entre autres, un album anniversaire des 10 ans qui rassemble plus de 80 000 spectateurs à Brasilia en 2016.
Considéré comme le duo de musique country ayant connu le plus grand succès commercial pendant la majeure partie de sa carrière, Jorge e Mateus comptent plus de 10 millions d'exemplaires vendus en albums et en téléchargements payants plus streams, devenant l'un des artistes les plus vendus au Brésil, avec une partie de leur répertoire parmi les chansons les plus jouées sur les stations de radio brésiliennes, ainsi que l'un des salaires les plus élevés dans la musique contemporaine. Tout au long de leur carrière, ils sont nommés à plusieurs reprises pour le Latin Grammy du meilleur album de musique country et remportent le Multishow Brazilian Music Award en 2018 dans la catégorie « meilleur duo ».

## Histoire

### Formation (2005–2006)
Les amis Jorge Alves Barcelos et Mateus Pedro Liduário de Oliveira avaient quelques points communs, même s'ils ne s'étaient pas encore rencontrés. Tous deux s'intéressaient déjà à la musique depuis l'école maternelle jusqu'à l'école secondaire. Jorge découvre son talent grâce à une dynamique appliquée à l'école primaire, où il chante pour la première fois devant ses camarades de classe, attirant l'attention de son père, Seu Eurípedes Barcelos, et de sa mère, Dona Maria Genoveva Alves. Mateus, quant à lui, a souvent participé aux festivals organisés par l'école, terminant la plupart du temps dans les premières places. C'est sa mère, qui lui apprend à jouer de la guitare, qui lui donne le goût de la musique.
Les années d'école passent et tous deux entrent à l'université catholique pontificale Dom Bosco de Campo Grande (MS). Jorge est diplômé en droit, tandis que Mateus travaille comme agronome. Cependant, ils n'ont jamais cessé d'assister à des fêtes et à des festivals de musique. C'est par l'intermédiaire d'un ami commun qu'ils se sont rencontrés en 2005 et se sont produits pour la première fois lors d'un barbecue dans une ferme d'Itu (État de São Paulo). Ils s'entendent immédiatement et décident de former un duo. Leur première représentation officielle a lieu le 26 mai 2005, dans une boîte de nuit de leur ville natale, devant un public universitaire. 
En 2006, encouragés par les réactions du public, ils décident d'enregistrer un album indépendant dans le garage de la maison de Mateus. L'œuvre rassemble quelques chansons originales et des réenregistrements de certains succès country des années 1980 et 1990, une période qui a marqué leur enfance et leur adolescence. La sortie de l'album a lieu la même année et a suffisamment de répercussions pour que le label Universal Music s'intéresse à leur travail.

### Contrat avec Universal et premiers albums (2007–2009)
Le 8 mai 2007, ils enregistrent leur premier album, Ao Vivo em Goiânia, produit par Maestro Pinocchio, et le publient le 19 septembre de la même année en format CD, DVD et téléchargement numérique. Il contient 19 titre et trois singles, parmi lesquels Pode Chorar est celui qui s'est le plus distingué, recevant un disque d'or, et considéré comme le premier succès national du duo puisqu'il figure parmi les cent chansons les plus jouées sur les stations de radio brésiliennes dans le classement de fin d'année. L'album est certifié disque de platine par Pro-Música Brasil (PMB) pour ses performances en termes de ventes physiques.
En 2008, certaines des chansons du duo, comme Fogueira et Querendo Te Amar, sont restées parmi les plus jouées sur les stations de radio brésiliennes. C'est pourquoi Rede Globo choisit De Tanto te Querer pour la bande sonore de son feuilleton de grande écoute A Favorita, ce qui permet au duo d'acquérir une notoriété nationale encore plus grande.  La même année, ils lancent un projet pionnier appelé Elétrico, dans lequel ils mélangent les genres axé et pop avec le sertanejo. Ils sont le premier duo de sertanejo à se produire au carnaval de Salvador et à créer le bloc de rue « Pirraça ». Ce projet est essentiel pour l'expansion du duo dans une région du pays où le genre sertanejo n'est pas très populaire.
En 2009, ils sortent leur deuxième album, O Mundo É tão Pequeno, en CD, DVD, téléchargement numérique et digipack, produit par Maestro Pinnochio et certifié triple disque de platine par PMB, qui contient quatre singles, dont Voa Beija-flor, qui se classe parmi les cinquante chansons les plus jouées sur les radios brésiliennes dans le palmarès de fin d'année. Cette œuvre consolide la carrière du duo, qui effectue sa première tournée internationale la même année, avec trois concerts aux États-Unis, ainsi qu'une croisière sur le thème de la musique sertaneja, où il se produit pendant deux jours. Cette même année, la chaîne Multishow diffuse en haute définition un concert en direct du duo dans la ville de Goiânia, devant 45 000 spectateurs, ce qui est une première pour un duo de musique country dans ce format.

### Consolidation et rapprochement avec la pop (2010–2011)
L'année 2010 marque la consolidation de la carrière de Jorge e Mateus. En mars 2010, ils sortent leur troisième album, Ao Vivo Sem Cortes, enregistré à Goiânia. Il s'agit du premier album produit par Dudu Borges, qui comprend le réenregistrement de chansons déjà sorties, jouées lors d'un concert comprenant 20 titres, dont 5 originaux. L'album est certifié double disque de platine par PMB. Le même mois, ils font leur deuxième apparition aux États-Unis dans le cadre d'une courte tournée.
En septembre, ils sortent leur quatrième album, Aí Já Era, le premier enregistré dans un studio en dehors de Goiânia (cette fois à São Paulo). Produit par Dudu Borges, il marque l'approche du duo au genre pop et est certifié disque de platine par PMB pour ses performances en termes de ventes physiques. Il contient 14 titres, dont 5 sont des singles, qui ont connu un succès considérable après leur sortie. Le premier à sortir, Amo Noite e Dia, est le morceau le plus joué sur les radios brésiliennes en juillet et août, selon le Billboard Hot Popular Songs. Après cette sortie, Jorge e Mateus terminent l'année par une tournée en Europe, se produisant dans quatre villes : Londres, Amsterdam, Bruxelles et Lisbonne.

### Changement de label et DVD international (2012–2014)

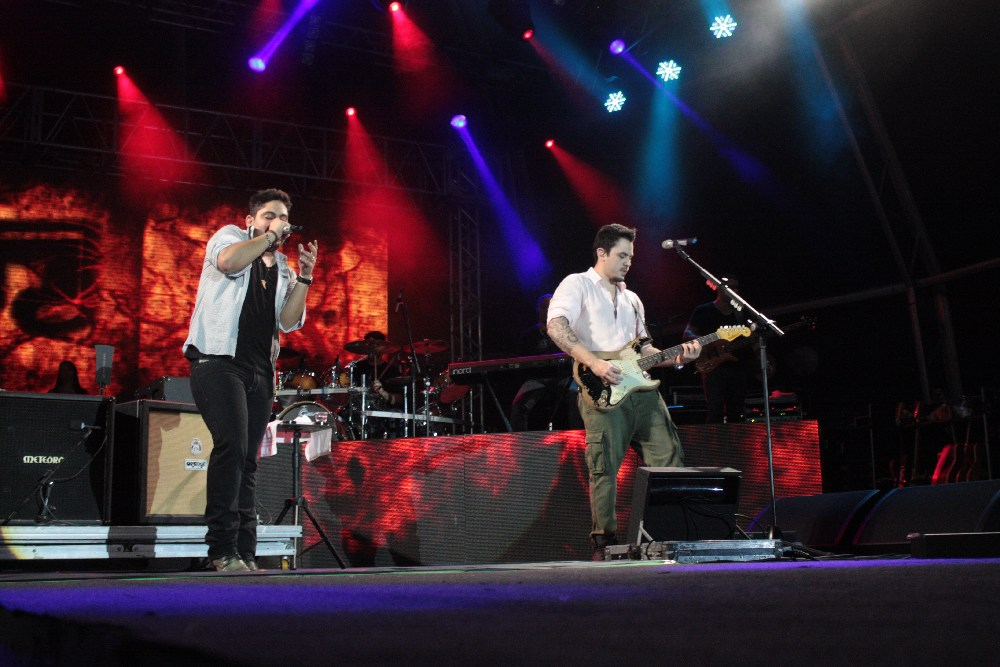
Concert du duo dans la ville de Santo Antônio de Jesus, dans l'État de Bahia, en juin 2012.

En 2012, après six ans de partenariat, Jorge e Mateus quittent le label Universal Music pour signer un contrat avec Som Livre. Leur première sortie avec le nouveau label est une compilation intitulée Essencial, qui rassemble certains des plus grands succès du duo, ainsi que trois singles, dont deux inédits (Pra Quê Entender? et Duas Metades) et le réenregistrement de Amor Covarde, qui est sélectionné pour la bande-son de Fina Estampa, un feuilleton de Rede Globo.
En mars, le duo enregistre A Hora É Agora,, qui sort en octobre de la même année, sur la plage de Jurerê à Florianópolis. Produit par Dudu Borges, cet album consolide le mélange des styles musicaux qui avait caractérisé le dernier album du duo, en utilisant des instruments traditionnels du sertanejo comme la guitare et l'accordéon, en les harmonisant avec la guitare, le piano et même certains éléments de musique électronique, ainsi que l'axé, le forró et le pop rock. L'album contient 22 titres, dont cinq sont sortis en single, ainsi qu'un réenregistrement de Cartaz, enregistré à l'origine par le chanteur Fagner. À la fin de l'année, le duo donne deux autres grands concerts. Les 2 et 3 septembre, ils se produisent en tant qu'attraction principale lors de la vingt-huitième édition de Brazilian Day, qui se déroule à New York (devant un public estimé à un million de spectateurs) et à Toronto, ainsi que lors de la septième édition de Caldas Country, qui se déroule le 17 novembre devant plus de 100 000 spectateurs.
Le 18 novembre 2013, le duo sort l'album At the Royal Albert Hall - Live in London, environ un an après son enregistrement. Il est suivi par 4 000 Brésiliens vivant en Europe,,, et devient le premier enregistré en dehors du pays, Pour faire connaître l'œuvre, le réenregistrement de Amor pra Recomeçar, enregistré à l'origine par Frejat, est publié en tant que single, étant la seule chanson du répertoire non original du duo, un fait qui est rappelé par Jorge lui-même pendant le concert. Elle marche bien, atteignant la quatorzième place du classement Hot 100 Airplay au Brésil. Selon Billboard, l'album passe 18 semaines dans le top trois au Brésil, atteignant la deuxième place.

### 10 AnosetComo. Sempre Feito. Nunca(2015–2016)
2015 est une année spéciale pour Jorge e Mateus, car elle marque une décennie de partenariat entre le duo. En mars 2015, ils sortent Os Anjos Cantam, leur septième album au total et le premier enregistré en studio. C'est le dernier produit par Dudu Borges et il se caractérise par des chansons essentiellement romantiques,. Le premier single sorti est Logo Eu, en octobre 2013, un mois après le début de la production. D'autres morceaux sortent également avant l'album, comme Calma et Nocaute (tout au long de l'année 2014) et la chanson-titre (en février 2015).

« De tous les projets que nous avons réalisés ensemble, c'est celui où je sens que nous sommes le plus satisfaits, en sécurité et en paix, en raison de la vérité que nous avons mise dans chaque chanson. »

— Dudu Borges, producteur
L'accueil de l'album est immédiat. Une quarantaine de jours après sa sortie, 80 000 copies physiques sont déjà vendues, ce qui lui vaut une certification de disque de platine par PMB. L'album devient no 1 au Brésil entre le 23 et le 30 mars et reste dans le trio de tête pendant 16 semaines, ainsi qu'en tête de l'iTunes Album Chart, ce qui montre sa bonne performance sur les plateformes numériques. Os Anjos Cantam est nommé aux Latin Grammy Awards dans la catégorie du meilleur album de musique sertaneja, et les chiffres définitifs estiment qu'environ 500 000 exemplaires sont vendus.
Le 3 août 2015, le single Pergunta Boba sort, dans le cadre du projet Meus Amigos, Minhas Músicas du Maestro Pinocchio, enregistré en direct le 20 mai à Villa Mix Goiânia. Pinocchio est le producteur des deux premiers albums du duo. L'album Como. Always Done. Nunca, enregistré en septembre 2015 à l'Espaço das Américas de São Paulo, leur sixième album live et huitième au total, produit par Neto Schaffer. Le premier single, Sosseguei, sort le 23 octobre 2015 et a un impact remarquable, terminant en troisième position du classement Hot 100 Airplay de fin d'année au Brésil. Deux autres singles sortent par la suite : Louca de Saudade (avril 2016) et Pra Sempre com Você (septembre 2016). L'album arrive en tête des plateformes numériques iTunes et Spotify, et devient certifié disque de diamant par PMB pour sa performance dans les ventes physiques. Il devient l'album numéro un au Brésil pendant huit semaines entre le 12 mars et le 7 mai 2016.
Le 11 novembre 2016, ils sortent l'album commémoratif 10 Anos, enregistré au stade national Mané Garrincha de Brasília un an plus tôt, devant un public estimé à 80 000 spectateurs. Le répertoire comprend les plus grands succès de la carrière du duo jusqu'à présent, sélectionnés par eux-mêmes. L'accueil de l'album est positif, atteignant la première place du iTunes Album Chart, ainsi que la deuxième place du ABPD Top DVD, et la cinquième place du ABPD Weekly Top 20. Après le succès de l'enregistrement du DVD qui célèbre une décennie du duo, Jorge e Mateus reviennent à Brasilia le 11 octobre 2016, lors d'un concert pour célébrer les 11 ans de leur carrière au stade national Mané Garrincha, devant un public de 80 000 spectateurs. Le concert est retransmis en direct sur YouTube, et est marqué par la plus grande audience payante de l'histoire de la capitale fédérale.

### Terra Sem Cepet projetÚnico(2017–2018)
En 2017, le duo se concentre sur des singles, qui n'ont été ajoutés à aucun album. La première sortie est Se o Amor Tiver Lugar, le 27 janvier 2017. En quelques heures, le clip avait déjà atteint plus de 240 000 vues sur YouTube et figurait parmi les sujets les plus discutés sur Twitter Environ quatre mois plus tard, le 26 avril, Medida Certa est publié sur toutes les plateformes numériques. Le 15 août 2017, le clip officiel de la chanson est publié sur YouTube, avec Kéfera Buchmann et Rafael Infante. La dernière sortie de l'année est Contrato, le 1er novembre 2017, le dernier single avant l'enregistrement du nouvel album, qui avait déjà été annoncé. Les singles sont bien accueillis. Selon le classement de la société ConnectMix, Se o Amor Tiver Lugar se pose en 24e position, avec 490 000 écoutes sur les stations de radio brésiliennes, tandis que Medida Certa, avec 456 000 écoutes, était en 26e position. Contrato n'apparaît pas dans les charts de 2017 parce qu'il est sorti à la fin de l'année. Cependant, il atteint 521 000 écoutes en 2018, le plaçant en 16e position.
Terra Sem CEP sort le 23 février 2018, enregistré deux mois plus tôt à Goiânia et produit par Neto Schaefer. Il s'agit du 8e album live et du 10e au total, avec un répertoire de 14 chansons, dont deux sont publiées en tant que singles : Propaganda (le 23 mars) et Trincadinho (le 27 septembre). Sur les plateformes numériques, l'album connait un succès immédiat. Le jour de sa sortie, tous les titres figurent dans la liste des 100 chansons les plus jouées de Spotify, et la même semaine, il atteint la première place sur Apple Music. Propaganda et Trincadinho restent parmi les chansons les plus jouées sur les stations de radio à travers le Brésil tout au long de l'année. Le 20 mai 2018, le duo présente le projet Jorge e Mateus - Único, qui consiste en un spectacle avec un répertoire composé de chansons qui ont eu du succès tout au long de leur carrière. La première a lieu à l'hôtel Marina Park de Fortaleza, Ceará, avec la participation de Xand, soulignant l'idée d'organiser une sorte de festival de musique avec des artistes de renom,.

### Premier EP etTudo Em Paz(depuis 2019)
Le 24 mai 2019, le single Tijolão, enregistré à Villa Mix Brasília, est publié sur toutes les plateformes numériques. Quatre jours après sa sortie officielle, Tijolão compte cinq millions de vues sur YouTube et deux millions de flux sur Spotify, marquant un lancement significatif sur les plateformes numériques. Lors de sa première semaine à la radio, la chanson atteint la 37e position, avec 6 611 écoutes, selon la société ConnectMix. Moins de cinq mois plus tard, le 11 octobre, Cheirosa est publié, un single enregistré à Villa Mix Rio Preto.
Le 22 octobre 2019, Jorge e Mateus annoncent leur départ d'Audio Mix après 10 ans de partenariat. Dans une déclaration officielle, le duo et le bureau publient le même texte, soulignant l'importance qu'ils avaient l'un pour l'autre. La principale raison de la rupture serait des divergences artistiques avec Marcos Araújo, le propriétaire du bureau. Le 8 décembre 2019, le réenregistrement du morceau Quase Sem Querer du groupe Legião Urbana est diffusé dans l'émission Fantástico de TV Globo, dans le cadre du projet Singles sur Spotify,. En outre, le morceau Mil Anos reçoit de nouveaux arrangements et est présenté le lendemain,. La promotion et le lancement du projet ont lieu quelques jours après que la plateforme ait annoncé en ses termes que : Jorge e Mateus « sont les artistes brésiliens les plus écoutés de la décennie dans le pays ».
Le 6 mars 2020, le duo sort le projet T.E.P. EP 1, qui rassemble des compositions inédites avec l'inclusion de Tijolão et Cheirosa. En avril, lors de la pandémie de Covid-19 au Brésil, le duo organise une émission en direct de quatre heures sur YouTube. L'émission attire environ 3 millions de spectateurs simultanés, ce qui est considéré comme un record sur la plateforme. Le ministre de la Santé de l'époque, Luiz Henrique Mandetta, participe également à la production.
Le 29 septembre 2020, l'album Tudo Em Paz, publié le 22 avril 2021 par le label Som Livre, est enregistré dans la municipalité de Pirenópolis, dans l'État de Goiás. Il comporte quinze titres, dont cinq ont déjà été publiés : le single Lance Individual le 13 novembre 2020 et quatre autres sur l'EP Tudo Em Paz, Volume 1 le 22 janvier 2021.

## Discographie

### Albums studio
- 2007 : Ao Vivo em Goiânia
- 2009 : O Mundo É Tão Pequeno
- 2009 : Ao Vivo Sem Cortes
- 2010 : Aí já Era
- 2012 : A Hora é Agora: Ao Vivo em Jurerê
- 2013 : At the Royal Albert Hall: Live in London
- 2015 : Os Anjos Cantam
- 2016 : Como. Sempre Feito. Nunca
- 2016 : 10 Anos
- 2018 : Terra Sem CEP
- 2020 : T.E.P. EP 1
- 2021 : Tudo Em Paz
- 2022 : É Simples Assim